# Zaricicea, Irșava
Zaricicea (în ucraineană Заріччя) este o comună în raionul Irșava, regiunea Transcarpatia, Ucraina, formată numai din satul de reședință.

## Demografie
Componența lingvistică a comunei Zaricicea
     Ucraineană (99,95%)
     Alte limbi (0,05%)
Conform recensământului din 2001, majoritatea populației comunei Zaricicea era vorbitoare de ucraineană (99,95%), existând în minoritate și vorbitori de alte limbi.